# Венская школа фантастического реализма

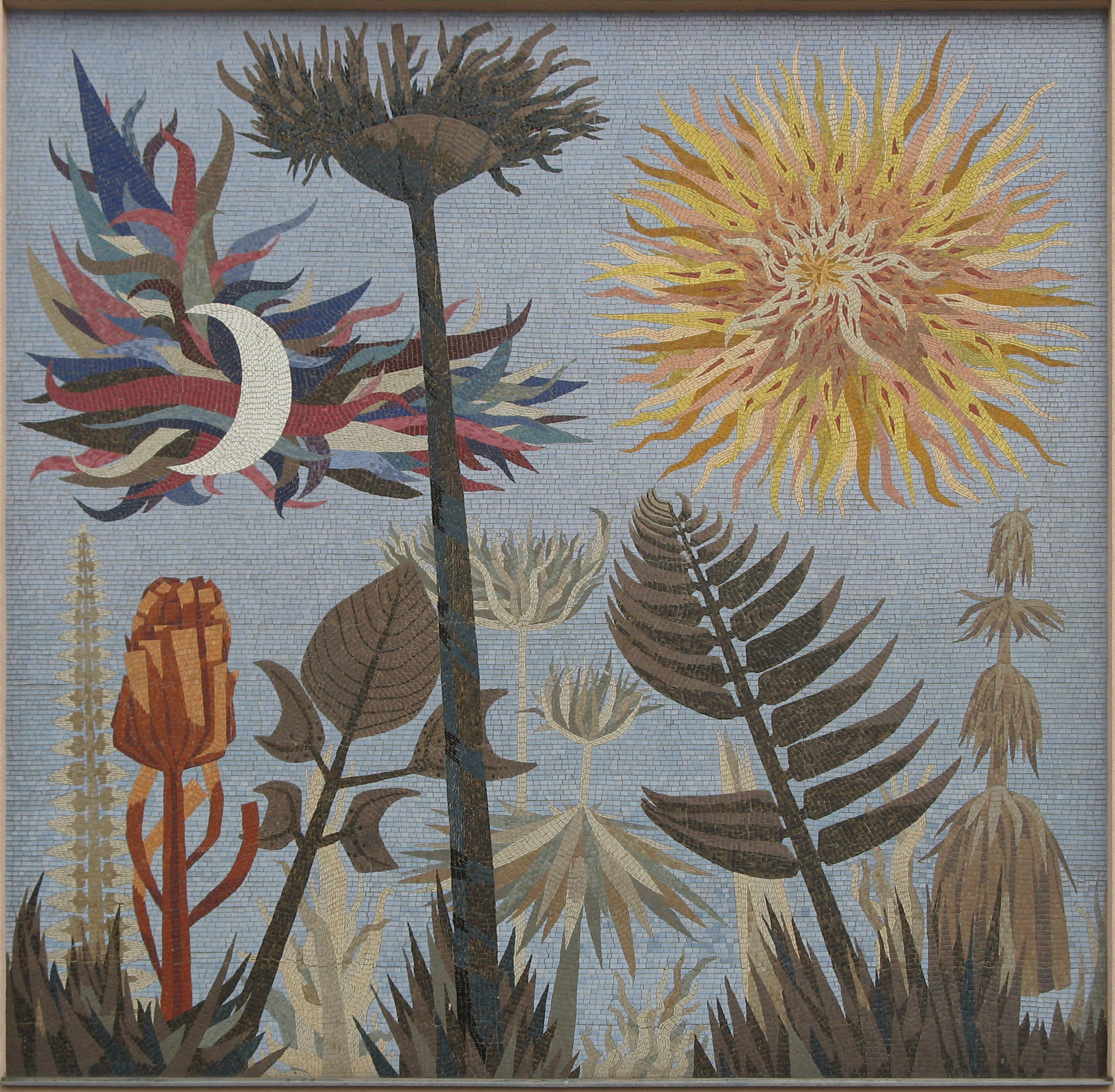
Мозаика Вольфганга Хуттера (1958) в Вене по адресу Buchengasse 139

Венская школа фантастического реализма (нем. Wiener Schule des Phantastischen Realismus) — направление живописи в австрийском искусстве второй половины XX века, близкое сюрреализму и сознательно противопоставляющее себя абстрактному искусству. Определение «фантастического реализма» ввёл в употребление искусствовед и преподаватель Венской Академии Художеств Йохану Мушику.

## Общая характеристика
Венская школа фантастического реализма формируется в годы после Второй мировой войны. Юные студенты Венской Академии Художеств, пытаясь абстрагироваться от ужасов пережитой войны, создают картины, являющиеся реакцией на события 1945 года. Стиль их живописи может быть как фигуративным, так и абстрактным и опирается на техническое совершенство старой школы мастеров. Художников, отличающихся друг от друга по манере письма и выбору мотивов, объединяет интерес к художественным традициям мастеров немецкого Возрождения, например Босха, Брейгеля. Мотивы, встречающиеся в картинах, представляют собой экспрессивные, шокирующие, апокалипсические, фантастически-ирреальные образы, часто ориентирующиеся на гротескную живопись маньеризма или же идиллические образы, утопические мечты о мирной стране, полной фруктов, цветов и счастья (например у Арика Брауера). Фантастический реализм с его ирреальными, сверхъестественными мотивами во многом близок сюрреализму, но в отличие от последнего строже придерживался принципов традиционного станкового образа «в духе старых мастеров», что даёт основание считать его поздним вариантом символизма.

## История
В 1948 году Эрнст Фукс с Рудольфом Хауснером, Антоном Лемденом, Вольфгангом Хуттером и Ариком Брауэром основывают «Венскую школу фантастического реализма».
Основателем Школы считается Альберт Парис Гютерслоу (Albert Paris Guetersloh) — венский художник, писатель и профессор Академии изобразительных искусств в Вене. Идеологом венской школы считается художник-сюрреалист Эдгар Женэ (Edgar Jene), ставший в послевоенной Вене (1945—1950) покровителем и проповедником сюрреализма. Главные представители — Арик Брауер, Эрнст Фукс, Рудольф Хаузнер, Вольфганг Хуттер и Антон Лемден.
Первая совместная выставка молодых художников состоялась в венском замке Бельведер в 1959 году, за ней последовали выставки за границей и Венская школа фантастического реализма быстро получила международное признание. Школа приобрела популярность благодаря большим тиражам печатной графики, а также усилиями многочисленных последователей. Таким образом, с начала 1960-х годов «Венская школа фантастического реализма» проявляет себя как настоящее течение в искусстве.